# Langue isolante
En linguistique, l’une des catégories prises en compte par la typologie morphologique des langues est celle des langues isolantes, qui présentent le plus haut degré d’analytisme. Dans ces langues, les rapports syntaxiques s’expriment en général à l’aide de mots-outils indépendants (particules, prépositions, etc.) et de l’ordre des mots, les mots à sens lexical étant invariables du point de vue grammatical, donc sans affixes grammaticaux,,,.
Les langues isolantes s’opposent aux langues synthétiques, dont les rapports syntaxiques sont indiqués habituellement par des affixes grammaticaux,,.

## Caractéristiques
L’une des langues isolantes est le mandarin. L’exemple de phrase ci-dessous montre la caractéristique principale de ces langues, à savoir que chaque mot coïncide avec un seul morphème :
| nǐ                                | děng     | wǒ,  | wǒ  | jiù   | gēn  | nǐ  | qù    |
| toi                               | attendre | moi, | moi | alors | avec | toi | aller |
| Si tu m’attends, je vais avec toi |          |      |     |       |      |     |       |

Un autre trait des langues isolantes est d’avoir des constructions verbales sérielles. Dans celles-ci, les verbes et leurs compléments sont juxtaposés, certains verbes ayant un sens plus abstrait ou plus grammaticalisé. Voici un exemple en yoruba, parlé en Afrique Occidentale :
| ó            | gbé    | e                             | wá    |
| lui          | porter | pronom personnel pour inanimé | venir |
| Il l’apporte |        |                               |       |

Les langues isolantes se caractérisent également par :
- la tendance à avoir des mots monosyllabiques, ce qui vaut aussi bien pour les mots-outils, que pour ceux à sens lexical ;
- le fait de ne pas distinguer clairement les parties du discours, n’ayant pas de moyens, comme les affixes, pour exprimer les traits grammaticaux ;
- l’ordre des mots figé en tant que moyen syntaxique.

On trouve des langues isolantes surtout en Asie de l’Est et du Sud-Est. À côté du chinois, tels sont, entre autres, le vietnamien, le thaï et le khmer. On parle aussi des langues isolantes en Afrique Occidentale (par exemple le yoruba et l’ewe), ainsi qu'en Afrique du Sud (par exemple le juǀʼhoan). Les langues créoles présentent également des tendances au caractère isolant.

## Relativité du caractère isolant
Aucune langue n’est purement analytique ou purement synthétique, mais toutes présentent ces caractères dans une plus ou moins grande mesure. Dans une langue idéalement isolante, chaque mot d'une phrase coïncide avec un seul morphème. Par contre, dans une langue idéalement synthétique, dont se rapprochent les langues appelées polysynthétiques, une phrase est constituée d’un seul mot qui englobe tous les morphèmes nécessaires. Entre elles se situent les langues prépondéramment synthétiques, dans lesquelles la plupart des mots, également en phrase, sont constitués de plus d’un morphème. Pour mesurer le caractère des langues de ce point de vue, le linguiste américain Joseph Greenberg a calculé le rapport entre le nombre de morphèmes et le nombre de mots sur des échantillons de cent mots de huit langues, rapport qu’il a appelé « degré de synthèse ». Plus l’indice de ce rapport est petit, plus la langue en cause est analytique. Par exemple le vietnamien, ayant un degré de synthèse de 1,06, est une langue nettement isolante, le sanskrit, avec un degré de synthèse de 2,59, est une langue synthétique, et l’une des langues eskimo-aléoutes, dont le degré de synthèse est de 3,72, est polysynthétique.
Les langues considérées comme isolantes ne possèdent pas ce caractère dans la même mesure. Le chinois classique, par exemple, est plus isolant que le mandarin, qui a aussi des mots dérivés et composés : fù-mǔ « parents » (littéralement « père-mère »), zhěn-tóu « oreiller » (littéralement « repos-tête »), ce qui élève son degré de synthèse à 1,54 et en fait une langue modérément isolante.
Dans certaines langues, le caractère analytique, respectivement synthétique peuvent être différents d’une classe de mots à une autre, comme le domaine du verbe peut être isolant, et celui du nom ne l’est pas.